# Аскаров, Абен
Абен Аскаров — советский хозяйственный, государственный и политический деятель.

## Биография
Родился в 1917 году в селе Егиндыбулак. Член КПСС.
С 1943 года — на хозяйственной, общественной и политической работе. В 1943—1986 гг. — участник Великой Отечественной войны, заместитель начальника Карагандинского облсельхозуправления, председатель Нуринского райисполкома, заместитель председателя Карагандинского облисполкома, секретарь Карагандинского обкома партии, председатель Кзыл-Ординского облисполкома, директор ВДНХ Казахской ССР, заместитель директора центра НОТ Министерства заготовок Казахской ССР.
Избирался депутатом Верховного Совета Казахской ССР 6-го и 7-го созывов.
Делегат XXIII съезда КПСС.
Умер после 2010 года.